# تسوكوبا

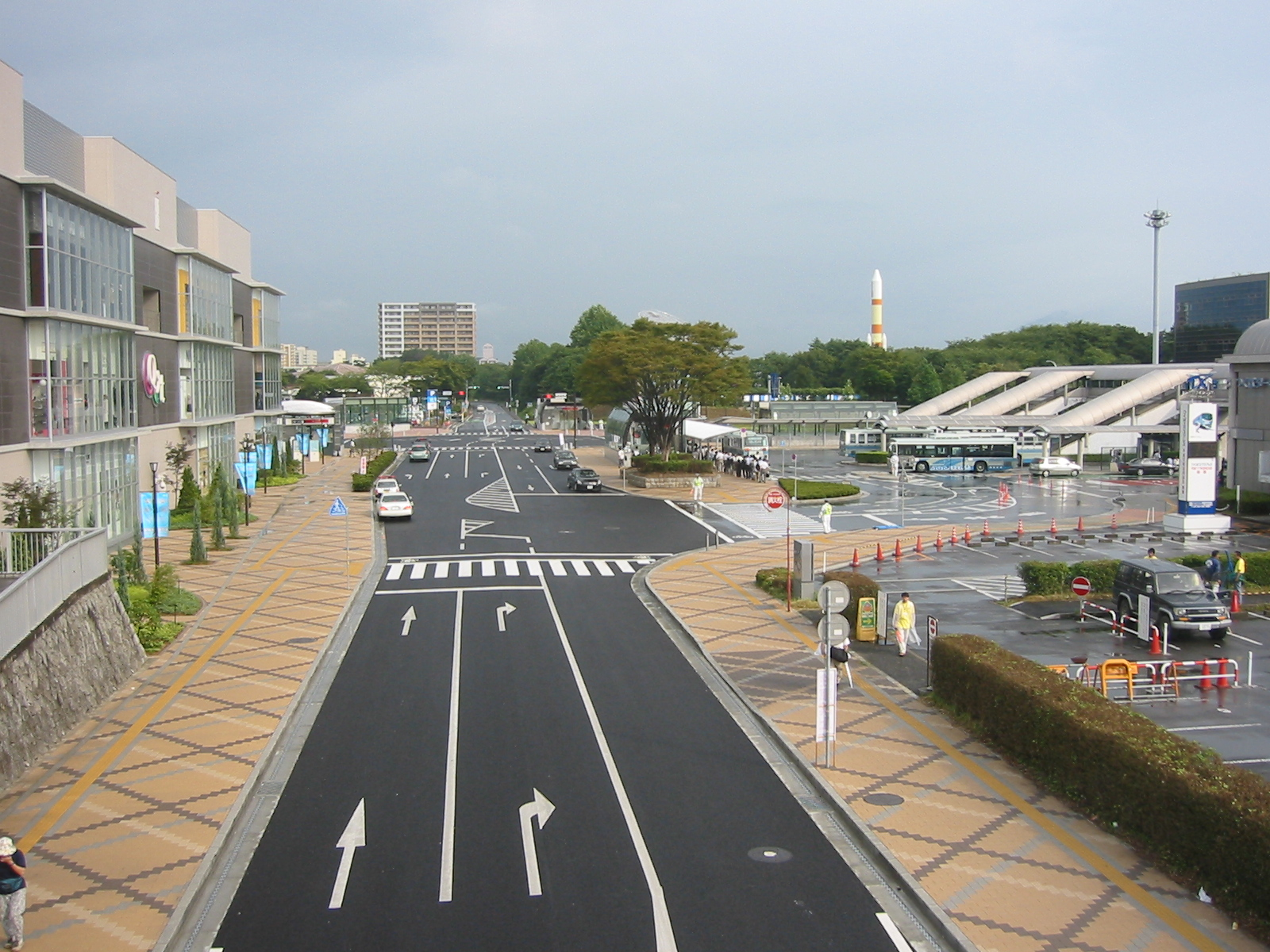
صورة في مركز تسوكوبا، أمام محطة تسوكوبا.

تسوكوبا (باليابانية: つくば市 تسوكوبا-شي) هي مدينة تتبع لمحافظة إيباراكي، اليابان. تشتهر المدينة بأنها تضم مدينة تسوكوبا للعلوم (筑波研究学園都市 تسوكوبا كينكيو غاكوين توشي) وهي مدينة محدثة في ستينات القرن العشرين، وتعتبر مدينة تسوكوبا جزءا من منطقة طوكيو الكبرى.
في 1 أبريل 2009 بلغ التعداد السكاني 209388 نسمة، بكثافة سكانية 737 نسمة/كم مربع، موزعة على مساحة 284.07 كم مربع.
تشتهر المدينة بجامعتها جامعة تسوكوبا، كما يقع جبل تسوكوبا بالقرب من المدينة بالإضافة إلى أنه في المدينة حلبة لسباق سيارات D1.

## النقل
في 24 أغسطس 2005، افتتحت خدمة نقل سكك حديدية جديدة تدعى تسوكوبا إكسبريس "TX" تربط مدينة تسوكوبا مع أكيهابارا في مركز العاصمة طوكيو عبر قطار سريع يستغرق حوالي 45 دقيقة.

## معاهد الأبحاث
تشتهر تسوكوبا بأنها مقر للعديد من مراكز الأبحاث وأشهرها:
- معهد البحوث الجغرافية
- منظمة بحوث الفضاء اليابانية
- المعهد الوطني لعلوم الصناعة والتقنية المتقدمة (AIST)
- حديقة تسوكوبا النباتية
- المعهد الوطني لعلوم المواد (NIMS)

## توأمة المدن
- الولايات المتحدة، إرفين، كاليفورنيا
- الولايات المتحدة، كامبريدج، ماساتشوستس

## مواقع خارجية
- موقع المدينة الرسمي باللغة الإنكليزية
- موقع المدينة الرسمي باللغة اليابانية نسخة محفوظة 26 أغسطس 2005 على موقع واي باك مشين.